# Valentín Trujillo (actor)
Rafael Valentín Trujillo Gazcón (Atotonilco el Alto, Jalisco, 28 de marzo de 1951-Ciudad de México, 4 de mayo de 2006), conocido como Valentín Trujillo, fue un actor, director y productor cinematográfico mexicano.

## Biografía y carrera
Al ser nieto del productor cinematográfico Valentín Gazcón, y sobrino del director Gilberto Gazcón, creció en el mundo del cine, participando en varias obras producidas o dirigidas por alguno de ellos. Debutó como actor infantil en 1958, a la edad de 7 años, en la película El gran pillo, dirigida por su tío. Entre sus obras infantiles más destacadas se encuentran su participación en El extra (1962), dirigida por Miguel M. Delgado y protagonizada por Cantinflas, y El mal (Rages, 1966), dirigida por Gilberto Gazcón y protagonizada por Glenn Ford y Stella Stevens.
Su primer papel estelar lo obtuvo a los 18 años con "Las figuras de arena" (1969), bajo la dirección de Roberto Gavaldón, película con la que obtuvo un reconocimiento como Revelación Masculina, y que marcó el inicio de una prolífica carrera en el ambiente cinematográfico.
También participó en "Ya somos hombres" (1970), "Más allá de la violencia" (1970), # El Ausente" (1973), "La otra virginidad" (1974) y "Perro callejero" (1978), por la que recibió El Heraldo y la Diosa de Plata por Mejor Actuación Masculina.
No obstante su desarrolló en el Séptimo Arte, realizó estudios de Derecho en la Universidad Nacional Autónoma de México (UNAM), a la par de su carrera actoral en los años 80, con filmes como "La pandilla infernal" (1983).
En la década de los 80 y a principios de los 90, Trujillo fue uno de los actores más reconocidos de México, debido a su gran trayectoria de películas del cine mexicano del género de acción en las que participó, encarnando el papel del justiciero en la gran mayoría de sus películas. Sus hermanos Gilberto y Raúl Trujillo también fueron actores del género de acción, y en las películas en las que ambos participaban mayoritariamente eran producidas y/o dirigidas por su hermano mayor Valentín Trujillo.
En ese mismo año, el jalisciense dirigió su primera película, titulada "Ratas de la ciudad", a la que le siguió "Un hombre despiadado" y "Jóvenes delincuentes", por mencionar algunas.
Posteriormente realizó su ópera prima "Un hombre violento", largometraje que fue escrito, dirigido y actuado por él, a la que siguieron "Cacería humana/Sed de venganza" (1986), "Amor que mata" (1992) y "Atrapados" (1995).
En 1989 coprodujo "Rojo amanecer", al lado de Héctor Bonilla; además, escribió los guiones de "Yo el ejecutor" (1985), "Violación" (1987), "En peligro de muerte (1987) y "El último escape" (1988), entre otros.

### Muerte
El 4 de mayo de 2006, Trujillo falleció en la Ciudad de México a los 55 años de edad, a causa de un paro cardíaco que le ocurrió mientras dormía.

## Filmografía parcial

### Cine
- La risa de la ciudad (1962)
- El mal (1966) - José
- Las figuras de arena (1970) - Dabey
- El juicio de los hijos (1971) - Alberto
- Cuna de valientes (1972) - Roberto Otero
- Cuando quiero llorar no lloro (1973) - Victorino Peralta
- La otra virginidad (1975) - Adrián
- ¿Y ahora qué, señor fiscal? (1977) - José
- Traigo la sangre caliente (1977) - Pablo Ballesteros
- Acorralados (1976)
- Raza de víboras (1978) - Andrés
- Perro callejero (1980) - Perro
- Del otro lado del puente (1980) - Jimmy Joe
- Perro Callejero 2 (1981) - Perro
- Fieras en Brama (1983) - Pedro
- Ratas de la ciudad (1986) - Pedro
- Carrera contra la muerte (1990) - Jugador
- Atrapados (1995) - Perro
- Cuatro meses de libertad (1998) - Director de cine
- Así me lo conto el abuelo (2007)

### Televisión
- Juana Iris (1985) - Bernardo de la Riva Valdivia
- Pasiones encendidas (1978-1979) - Marcial Reyes
- Mañana será otro día (1976-1977) - Roberto Lorenzana